# Algol W
Die Programmiersprache Algol W wurde 1966 von Niklaus Wirth als Nachfolger von Algol 60 vorgeschlagen. Im Gegensatz zu Algol 68 war sie eine relativ konservative Weiterentwicklung von Algol 60. Hinzugefügt wurden vordefinierte Datentypen für Zeichenketten, Bitketten und komplexe Zahlen sowie Verbunddatentypen samt Zeiger. Die Weiterentwicklung der Ideen von Algol W führten zu Pascal.